# Фейгин, Моисей Александрович
Моисей Александрович Фейгин (23 октября 1904 года, Варшава, Российская империя — 26 апреля 2008 года, Москва, Россия) — советский и российский художник, участник группы «Бубновый валет». Долгожитель, считающийся «последним русским авангардистом» («последним представителем русского авангарда»).
Моисей Фейгин стал связующим звеном с революционными новаторами-авангардистами начала XX века; пройдя через советский период, освоив и переработав традиции и идеи середины прошлого столетия, он осознанно пришёл на рубеже тысячелетий к современному искусству.
В октябре 2007 года в свой 103-й день рождения,Фейгин был внесен в Книгу рекордов Гиннеса как «самый старый работающий профессиональный художник». Его последняя персональная выставка работ проходила с 27 апреля по 10 мая 2007 года в Центральном доме художника в Москве, Россия. Фейгину было 102 года и 199 дней на момент открытия этой последней выставки.

## Биография
Родился 23 октября 1904 в Варшаве, из мещан. Поступил в Третью Варшавскую гимназию. После перевода гимназии в Москву она стала Тринадцатой Московской.
После Октябрьской революции поступил на испытательно-подготовительное отделение ВХУТЕМАСа. Учился у Александра Осмёркина и Любови Поповой (1921—1927).
В 1926 году — член художественного общества «Бытие». В 1927 году вступил в общество «Крыло». С 1928 года — член Общества московских художников. Участник Второй мировой войны.
В послевоенные годы писал в духе социалистического реализма. После выхода на пенсию вернулся к авангарду.
В 2020 году Моисей Фейгин был включен в  каталог Издательства Йельского университета — Библиотеки Позена еврейской культуры и цивилизации.
Похоронен в Москве на Новом Донском кладбище.

## Персональные выставки
- 2007 — «103 года художественного подвига Моисея Фейгина» (Центральный дом художника, Москва). Последняя прижизненная выставка Моисея Фейгина прошла в Москве в Центральном доме художника с 27 апреля по 10 мая 2007 года. В этой связи после процедуры сертификации в феврале 2008 года Фейгин был занесён в Книгу рекордов Гиннесса как «Самый старый работающий профессиональный художник мира».
- 2020 — «И смеюсь, и плачу» (галерея ArtStory, Москва). Выставка была приурочена к 115-летию Моисея Фейгина[5].
- 2022 - "Скрипичная мелодя". Выставка графики в Центральном выставочном зале г.Тула из  собрания В.Новикова.

## Картины Моисея Фейгина
27 картин и 2 графические работы Моисея Фейгина занимают центральное место в коллекции Любы Матусовской, в которой также представлены работы художника, выполненные с использованием фольги. Узнав о серьезном увлечении Матусовской современным искусством, художница Ирина Вилковир познакомила ее с Моисеем Фейгиным, которому было уже за 70. Попав в первый раз в московскую мастерскую Фейгина, Матусовская сразу обратила внимание на работу под названием «Искушение святого Антония». Она была потрясена высоким художественным вкусом мастера и удивительной техникой исполнения коллажа, сочетающего блестящую металлическую фольгу с масляной краской. С того дня золотой и серебряный свет фольги стал символом особой дружбы между художником и коллекционером.
Художник обладал поразительной для его лет работоспособностью (продолжал писать практически до 104 лет), благодаря чему в 2007 году был включен в книгу рекордов Гинесса как самый старый в мире работающий профессиональный художник.